# Schechen
Schechen è un comune tedesco di 4 533 abitanti, situato nel land della Baviera.